# تپه مین مرغ بهاءالدین
تپه مین مرغ بهاءالدین مربوط به دوره هخامنشی - دوره سلوکیان است و در شهرستان دورود، بخش سیلاخور، دهستان چالانچولان، ۹۰۰ متری جنوب غربی روستای قلعه بهاءالدین واقع شده و این اثر در تاریخ ۲۸ شهریور ۱۳۸۶ با شمارهٔ ثبت ۱۹۵۳۲ به‌عنوان یکی از آثار ملی ایران به ثبت رسیده است.